# Atlético de Pinto
Atlético de Pinto is een Spaanse voetbalclub. Thuisstadion is het Almelia del Castillo in Pinto in de autonome regio Madrid. Het team speelt sinds 1999/00 in de Tercera División.

## Historie
Atlético de Pinto heeft lange tijd op amateurniveau gevoetbald. In 1980 speelde het voor het eerst in de geschiedenis in de Tercera División; dit optreden duurde toen 3 seizoenen. In 1999 keerde de ploeg weer terug in het professionele voetbal.
RSD Alcalá ·
Alcobendas ·
AD Alcorcón B ·
Real Aranjuaz CF ·
Atlético de Pinto · 
RCD Carabanchel ·
AD Complutense Alcalá ·
CD El Álamo ·
Flat Earth FC ·
CD Leganés B ·
ED Moratalaz ·
Móstoles CF ·
CD Móstoles URJC · 
AD Parla ·
Pozuelo ·
Rayo Vallecano B ·
San Fernando · 
DAV Santa Ana ·
AD Torrejón CF ·
CF Trival Valderas ·
AD Unión Adarve ·
FC Villanueva del Pardillo ·
SAD Villaverde San Andrés